# 長吻底鱂
長吻底鱂，為輻鰭魚綱鯉齒目鯉齒亞目底鱂科的其中一種，為熱帶淡水魚，分布於美國佛羅里達東南部淡水流域，體長可達12公分，棲息在植被生長、沙泥底質淺水域，生活習性不明，可作為觀賞魚。

## 擴展閱讀
維基物種上的相關：長吻底鱂